# ミリオンヒットコンサート
『ミリオンヒットコンサート』は、日本テレビ系列で2010年9月15日19:00 - 21:54に放送された大型音楽番組（特別番組）である。

## 概要
オリコンCDチャート（シングル、アルバム）の中から100万枚以上売り上げたミリオンヒット曲を当時の世相を交えながらVTRとライブで紹介する。出演アーティストは全員ミリオンセラーを果たしており、ほとんどJ-POPに限られる。
2010年9月2日、パシフィコ横浜・国立大ホールにて収録が行われた。

## 出演者

### 司会
- 八嶋智人
- 松本志のぶ

### ゲスト
- コロッケ
- 小川菜摘
- 勝俣州和
- バナナマン（設楽統・日村勇紀）
- 河本準一（次長課長）
- はるな愛
- NON STYLE（石田明・井上裕介）
- 優木まおみ
- 西山茉希

## 出演アーティスト
- 相川七瀬
- 秋川雅史
- 稲垣潤一
- イモ欽トリオ
- 大黒摩季
- 岡本真夜
- 小柳ゆき
- THE虎舞竜
- 大事MANブラザーズバンド
- 中村雅俊
- MAX
- もんた&ブラザーズ
- 山根康広
- Le Couple

## スタッフ
- 演出：江成真二
- TM：新名大作
- SW：安藤康一
- カメラ：蔦佳樹
- 音声：川合亮
- 照明：谷田部恵美
- VE：鈴木昭博
- 技術協力：NiTRo
- 美術：林健一
- デザイン：栗原純二
- 大道具：石原隆
- 小道具：伊沢英樹
- 電飾：柏木淳
- 特効：内山栄一
- モニター：紺野智宏
- CG：古川慈彦
- PA：吉田岳
- 美術協力：日テレアート
- 運営：倉茂得光・山下純三郎（ソーゴー東京）
- 編集：若宮慎也
- MA：大竹誠司
- TK：桜井えみこ
- 音効：岡崎宏
- 編成：越部憲洋
- 営業：加藤友規
- 広報：柳沢典子
- 制作協力：オフィス・ケーアール、モスキート
- 制作進行：斉藤寿
- FM：氣賀澤宏隆
- デスク：寺田マユミ
- AD：井上尚也、大畑仁美
- AP：大野眞奈美、安藤優子、高尾あずみ
- ディレクター：杉岡士朗、久保田克重、利根川広毅、阿部聡、錦織信彦、比嘉智樹、川口信洋
- プロデューサー：瓜生健、前田直敬、吉田一浩、黒岩敏一、本橋武夫
- チーフプロデューサー：藤井淳
- 製作著作：日本テレビ